# Liga Mistrzów w piłce siatkowej (2009/2010)
Liga Mistrzów siatkarzy w sezonie 2009/2010 (oficjalna nazwa Indesit European Champions League 2009/2010) – 10 edycja międzynarodowych rozgrywek, organizowana przez Europejską Konfederację Piłki Siatkowej (CEV) w ramach europejskich pucharów dla 24 męskich klubowych zespołów siatkarskich starego kontynentu. Najważniejsze i najbardziej prestiżowe europejskie rozgrywki klubowe w piłce siatkowej mężczyzn sezonu 2009/2010, których głównym i tytularnym sponsorem była firma Indesit.
Polska zgłosiła trzy kluby: PGE Skra Bełchatów (Mistrz Polski sezonu 2008/2009), Asseco Resovia Rzeszów (Wicemistrz Polski sezonu 2008/2009) i Jastrzębski Węgiel (Trzecia drużyna Polski sezonu 2008/2009). Turniej Final Four został zorganizowany w Łodzi, a gospodarzem była Skra Bełchatów, która automatycznie zakwalifikowała się – jako przedstawiciel gospodarzy (na mocy regulaminu CEV) – do tegoż turnieju. Pierwotnie turniej ów miał zostać rozegrany w dniach 10 i 11 kwietnia 2010, jednak ze względu na żałobę narodową ogłoszoną dnia 10 kwietnia po katastrofie polskiego Tu-154 w Smoleńsku został on odwołany. Final Four został rozegrany w dniach 1-2 maja 2010 r. w łódzkiej Atlas Arenie. Tytuł obroniło Trentino BetClic, wygrywając w finale z Dynamem Moskwa 3:0. MVP został wybrany Osmany Juantorena.

## Drużyny uczestniczące
| Państwo    | Drużyna                                                                    |
| ---------- | -------------------------------------------------------------------------- |
| Włochy     | Trentino BetClic Lube Banca Marche Macerata CoprAtlantide Piacenza         |
| Rosja      | Dinamo Moskwa Zenit Kazań                                                  |
| Polska     | PGE Skra Bełchatów Asseco Resovia Rzeszów Jastrzębski Węgiel (dzika karta) |
| Grecja     | Olympiakos SFP Panathinaikos AO                                            |
| Francja    | Paris Volley Tours VB                                                      |
| Belgia     | Knack Randstad Roeselare Noliko Maaseik                                    |
| Hiszpania  | Unicaja Almería CAI Voleibol Teruel                                        |
| Niemcy     | VfB Friedrichshafen                                                        |
| Austria    | Hypo Tirol Volleyballteam                                                  |
| Turcja     | Büyükşehir Belediyesi Stambuł                                              |
| Czechy     | VK Jihostroj České Budějovice                                              |
| Serbia     | Radnički Kragujevac                                                        |
| Czarnogóra | Budvanska Rivijera Budva                                                   |
| Słowenia   | ACH Volley Bled (dzika karta)                                              |
| Bułgaria   | CSKA Sofia (dzika karta)                                                   |

## Rozgrywki

### Faza grupowa
awans do fazy play-off
     Pucharu CEV (runda Challenge)

#### Grupa A
Tabela 
| Lp. | Drużyna                       | Pkt | Mecze | Mecze | Mecze | Sety | Sety | Sety  | Małe punkty | Małe punkty | Małe punkty |
| Lp. | Drużyna                       | Pkt | M     | W     | P     | wyg. | prz. | ratio | zdob.       | str.        | ratio       |
| --- | ----------------------------- | --- | ----- | ----- | ----- | ---- | ---- | ----- | ----------- | ----------- | ----------- |
| 1   | Trentino BetClic              | 10  | 6     | 4     | 2     | 15   | 9    | 1.667 | 549         | 492         | 1.116       |
| 2   | Dinamo Moskwa                 | 10  | 6     | 4     | 2     | 14   | 9    | 1.556 | 537         | 495         | 1.085       |
| 3   | Olympiakos SFP                | 10  | 6     | 4     | 2     | 15   | 10   | 1.500 | 557         | 535         | 1.041       |
| 4   | VK Jihostroj České Budějovice | 6   | 6     | 0     | 6     | 2    | 18   | 0.111 | 386         | 507         | 0.761       |

Źródło: cev.lu
Zasady ustalania kolejności: 1. liczba zdobytych punktów; 2. wyższy stosunek setów; 3. wyższy stosunek małych punktów.
Punktacja: zwycięstwo – 2 pkt; porażka – 1 pkt
Wyniki spotkań
| Data       | Drużyna 1                     | Wynik | Drużyna 2                     | 1     | 2     | 3     | 4     | 5     | * |
| ---------- | ----------------------------- | ----- | ----------------------------- | ----- | ----- | ----- | ----- | ----- | - |
| 01.12.2009 | VK Jihostroj České Budějovice | 1:3   | Dinamo Moskwa                 | 36:34 | 14:25 | 9:25  | 23:25 |       |   |
| 02.12.2009 | Olympiakos SFP                | 2:3   | Trentino BetClic              | 28:26 | 25:19 | 18:25 | 22:25 | 9:15  |   |
| 08.12.2009 | Dinamo Moskwa                 | 3:1   | Olympiakos SFP                | 27:25 | 25:20 | 21:25 | 25:22 |       |   |
| 10.12.2009 | Trentino BetClic              | 3:0   | VK Jihostroj České Budějovice | 25:14 | 25:19 | 25:20 |       |       |   |
| 16.12.2009 | Olympiakos SFP                | 3:0   | VK Jihostroj České Budějovice | 25:17 | 25:23 | 25:18 |       |       |   |
| 16.12.2009 | Trentino BetClic              | 3:0   | Dinamo Moskwa                 | 25:18 | 25:23 | 25:11 |       |       |   |
| 05.01.2010 | Dinamo Moskwa                 | 3:1   | Trentino BetClic              | 23:25 | 25:21 | 25:21 | 25:17 |       |   |
| 06.01.2010 | VK Jihostroj České Budějovice | 0:3   | Olympiakos SFP                | 16:25 | 22:25 | 19:25 |       |       |   |
| 13.01.2010 | VK Jihostroj České Budějovice | 1:3   | Trentino BetClic              | 22:25 | 18:25 | 25:23 | 20:25 |       |   |
| 13.01.2010 | Olympiakos SFP                | 3:2   | Dinamo Moskwa                 | 25:22 | 23:25 | 25:23 | 23:25 | 15:10 |   |
| 20.01.2010 | Dinamo Moskwa                 | 3:0   | VK Jihostroj České Budějovice | 25:17 | 25:15 | 25:19 |       |       |   |
| 20.01.2010 | Trentino BetClic              | 2:3   | Olympiakos SFP                | 23:25 | 25:14 | 21:25 | 25:23 | 13:15 |   |

#### Grupa B
Tabela 
| Lp. | Drużyna         | Pkt | Mecze | Mecze | Mecze | Sety | Sety | Sety  | Małe punkty | Małe punkty | Małe punkty |
| Lp. | Drużyna         | Pkt | M     | W     | P     | wyg. | prz. | ratio | zdob.       | str.        | ratio       |
| --- | --------------- | --- | ----- | ----- | ----- | ---- | ---- | ----- | ----------- | ----------- | ----------- |
| 1   | Zenit Kazań     | 11  | 6     | 5     | 1     | 16   | 6    | 2.667 | 531         | 471         | 1.127       |
| 2   | CSKA Sofia      | 9   | 6     | 3     | 3     | 10   | 14   | 0.714 | 504         | 538         | 0.937       |
| 3   | Tours VB        | 8   | 6     | 2     | 4     | 12   | 14   | 0.857 | 564         | 566         | 0.996       |
| 4   | Unicaja Almería | 8   | 6     | 2     | 4     | 10   | 14   | 0.714 | 496         | 520         | 0.954       |

Źródło: cev.lu
Zasady ustalania kolejności: 1. liczba zdobytych punktów; 2. wyższy stosunek setów; 3. wyższy stosunek małych punktów.
Punktacja: zwycięstwo – 2 pkt; porażka – 1 pkt
Wyniki spotkań
| Data       | Drużyna 1       | Wynik | Drużyna 2       | 1     | 2     | 3     | 4     | 5     | * |
| ---------- | --------------- | ----- | --------------- | ----- | ----- | ----- | ----- | ----- | - |
| 02.12.2009 | Zenit Kazań     | 3:1   | CSKA Sofia      | 24:26 | 25:23 | 25:18 | 25:17 |       |   |
| 02.12.2009 | Tours VB        | 3:2   | Unicaja Almería | 24:26 | 25:22 | 27:25 | 20:25 | 15:9  |   |
| 10.12.2009 | Unicaja Almería | 0:3   | Zenit Kazań     | 14:25 | 20:25 | 16:25 |       |       |   |
| 10.12.2009 | CSKA Sofia      | 3:2   | Tours VB        | 25:23 | 25:19 | 23:25 | 18:25 | 15:13 |   |
| 15.12.2009 | CSKA Sofia      | 3:2   | Unicaja Almería | 25:21 | 21:25 | 25:19 | 16:25 | 15:9  |   |
| 16.12.2009 | Zenit Kazań     | 3:1   | Tours VB        | 21:25 | 25:20 | 25:19 | 25:17 |       |   |
| 07.01.2010 | Unicaja Almería | 3:0   | CSKA Sofia      | 25:18 | 25:17 | 25:22 |       |       |   |
| 07.01.2010 | Tours VB        | 1:3   | Zenit Kazań     | 25:20 | 25:27 | 23:25 | 23:25 |       |   |
| 12.01.2010 | Tours VB        | 3:0   | CSKA Sofia      | 25:23 | 25:18 | 25:16 |       |       |   |
| 13.01.2010 | Zenit Kazań     | 3:0   | Unicaja Almería | 25:15 | 25:20 | 29:27 |       |       |   |
| 20.01.2009 | Unicaja Almería | 3:2   | Tours VB        | 25:21 | 25:12 | 16:25 | 22:25 | 15:13 |   |
| 20.01.2009 | CSKA Sofia      | 3:1   | Zenit Kazań     | 23:25 | 25:19 | 25:18 | 25:23 |       |   |

#### Grupa C
Tabela 
| Lp. | Drużyna                    | Pkt | Mecze | Mecze | Mecze | Sety | Sety | Sety  | Małe punkty | Małe punkty | Małe punkty |
| Lp. | Drużyna                    | Pkt | M     | W     | P     | wyg. | prz. | ratio | zdob.       | str.        | ratio       |
| --- | -------------------------- | --- | ----- | ----- | ----- | ---- | ---- | ----- | ----------- | ----------- | ----------- |
| 1   | Lube Banca Marche Macerata | 11  | 6     | 5     | 1     | 17   | 5    | 3.400 | 536         | 478         | 1.121       |
| 2   | Hypo Tirol Volleyballteam  | 9   | 6     | 3     | 3     | 12   | 12   | 1.000 | 521         | 523         | 0.996       |
| 3   | Noliko Maaseik             | 9   | 6     | 3     | 3     | 11   | 13   | 0.846 | 524         | 518         | 1.012       |
| 4   | Budvanska Rivijera Budva   | 7   | 6     | 1     | 5     | 7    | 17   | 0.412 | 520         | 582         | 0.893       |

Źródło: cev.lu
Zasady ustalania kolejności: 1. liczba zdobytych punktów; 2. wyższy stosunek setów; 3. wyższy stosunek małych punktów.
Punktacja: zwycięstwo – 2 pkt; porażka – 1 pkt
 Wyniki spotkań 
| Data       | Drużyna 1                  | Wynik | Drużyna 2                  | 1     | 2     | 3     | 4     | 5     | * |
| ---------- | -------------------------- | ----- | -------------------------- | ----- | ----- | ----- | ----- | ----- | - |
| 02.12.2009 | Noliko Maaseik             | 3:1   | Budvanska Rivijera Budva   | 24:26 | 25:20 | 25:16 | 25:17 |       |   |
| 02.12.2009 | Lube Banca Marche Macerata | 3:0   | Hypo Tirol Volleyballteam  | 25:23 | 25:22 | 25:17 |       |       |   |
| 08.12.2009 | Hypo Tirol Volleyballteam  | 3:0   | Noliko Maaseik             | 25:18 | 25:21 | 25:21 |       |       |   |
| 10.12.2009 | Budvanska Rivijera Budva   | 1:3   | Lube Banca Marche Macerata | 25:21 | 25:27 | 33:35 | 21:25 |       |   |
| 15.12.2009 | Noliko Maaseik             | 3:2   | Lube Banca Marche Macerata | 25:22 | 25:22 | 16:25 | 21:25 | 15:11 |   |
| 17.12.2009 | Budvanska Rivijera Budva   | 3:2   | Hypo Tirol Volleyballteam  | 25:23 | 20:25 | 25:23 | 21:25 | 15:8  |   |
| 05.01.2009 | Hypo Tirol Volleyballteam  | 3:1   | Budvanska Rivijera Budva   | 23:25 | 25:20 | 25:18 | 25:18 |       |   |
| 06.01.2009 | Lube Banca Marche Macerata | 3:0   | Noliko Maaseik             | 25:19 | 25:23 | 25:20 |       |       |   |
| 13.01.2009 | Lube Banca Marche Macerata | 3:0   | Budvanska Rivijera Budva   | 25:20 | 25:18 | 25:20 |       |       |   |
| 13.01.2009 | Noliko Maaseik             | 2:3   | Hypo Tirol Volleyballteam  | 25:15 | 19:25 | 25:12 | 22:25 | 12:15 |   |
| 20.01.2009 | Hypo Tirol Volleyballteam  | 1:3   | Lube Banca Marche Macerata | 25:22 | 23:25 | 18:25 | 24:26 |       |   |
| 20.01.2009 | Budvanska Rivijera Budva   | 1:3   | Noliko Maaseik             | 20:25 | 25:27 | 25:21 | 22:25 |       |   |

#### Grupa D
Tabela 
| Lp. | Drużyna                  | Pkt | Mecze | Mecze | Mecze | Sety | Sety | Sety  | Małe punkty | Małe punkty | Małe punkty |
| Lp. | Drużyna                  | Pkt | M     | W     | P     | wyg. | prz. | ratio | zdob.       | str.        | ratio       |
| --- | ------------------------ | --- | ----- | ----- | ----- | ---- | ---- | ----- | ----------- | ----------- | ----------- |
| 1   | PGE Skra Bełchatów       | 11  | 6     | 5     | 1     | 17   | 5    | 3.400 | 525         | 478         | 1.098       |
| 2   | Knack Randstad Roeselare | 10  | 6     | 4     | 2     | 14   | 9    | 1.556 | 522         | 494         | 1.057       |
| 3   | CAI Voleibol Teruel      | 9   | 6     | 3     | 3     | 11   | 12   | 0.917 | 522         | 512         | 1.020       |
| 4   | Radnički Kragujevac      | 6   | 6     | 0     | 6     | 2    | 18   | 0.111 | 418         | 503         | 0.831       |

Źródło: cev.lu
Zasady ustalania kolejności: 1. liczba zdobytych punktów; 2. wyższy stosunek setów; 3. wyższy stosunek małych punktów.
Punktacja: zwycięstwo – 2 pkt; porażka – 1 pkt
 Wyniki spotkań 
| Data       | Drużyna 1                | Wynik | Drużyna 2                | 1     | 2     | 3     | 4     | 5     | * |
| ---------- | ------------------------ | ----- | ------------------------ | ----- | ----- | ----- | ----- | ----- | - |
| 02.12.2009 | CAI Voleibol Teruel      | 3:2   | PGE Skra Bełchatów       | 20:25 | 22:25 | 25:16 | 25:22 | 15:12 |   |
| 02.12.2009 | Radnički Kragujevac      | 1:3   | Knack Randstad Roeselare | 23:25 | 20:25 | 25:22 | 17:25 |       |   |
| 09.12.2009 | Knack Randstad Roeselare | 3:1   | CAI Voleibol Teruel      | 25:22 | 25:19 | 18:25 | 25:20 |       |   |
| 09.12.2009 | PGE Skra Bełchatów       | 3:0   | Radnički Kragujevac      | 25:20 | 25:21 | 25:21 |       |       |   |
| 16.12.2009 | CAI Voleibol Teruel      | 3:0   | Radnički Kragujevac      | 25:17 | 25:16 | 25:22 |       |       |   |
| 16.12.2009 | PGE Skra Bełchatów       | 3:0   | Knack Randstad Roeselare | 25:21 | 25:22 | 34:32 |       |       |   |
| 06.01.2010 | Knack Randstad Roeselare | 2:3   | PGE Skra Bełchatów       | 25:22 | 25:19 | 13:25 | 13:25 | 13:15 |   |
| 06.01.2010 | Radnički Kragujevac      | 1:3   | CAI Voleibol Teruel      | 23:25 | 17:25 | 25:23 | 26:28 |       |   |
| 13.01.2010 | Radnički Kragujevac      | 0:3   | PGE Skra Bełchatów       | 23:25 | 28:30 | 23:25 |       |       |   |
| 14.01.2010 | CAI Voleibol Teruel      | 1:3   | Knack Randstad Roeselare | 21:25 | 25:18 | 15:25 | 21:25 |       |   |
| 20.01.2010 | Knack Randstad Roeselare | 3:0   | Radnički Kragujevac      | 25:18 | 25:14 | 25:19 |       |       |   |
| 20.01.2010 | PGE Skra Bełchatów       | 3:0   | CAI Voleibol Teruel      | 26:24 | 25:20 | 29:27 |       |       |   |

#### Grupa E
Tabela 
| Lp. | Drużyna                | Pkt | Mecze | Mecze | Mecze | Sety | Sety | Sety  | Małe punkty | Małe punkty | Małe punkty |
| Lp. | Drużyna                | Pkt | M     | W     | P     | wyg. | prz. | ratio | zdob.       | str.        | ratio       |
| --- | ---------------------- | --- | ----- | ----- | ----- | ---- | ---- | ----- | ----------- | ----------- | ----------- |
| 1   | VfB Friedrichshafen    | 10  | 6     | 4     | 2     | 14   | 7    | 2.000 | 499         | 459         | 1.087       |
| 2   | Panathinaikos AO       | 10  | 6     | 4     | 2     | 12   | 9    | 1.333 | 489         | 488         | 1.002       |
| 3   | CoprAtlantide Piacenza | 8   | 6     | 2     | 4     | 10   | 12   | 0.833 | 496         | 488         | 1.016       |
| 4   | Jastrzębski Węgiel     | 8   | 6     | 2     | 4     | 8    | 16   | 0.500 | 518         | 567         | 0.914       |

Źródło: cev.lu
Zasady ustalania kolejności: 1. liczba zdobytych punktów; 2. wyższy stosunek setów; 3. wyższy stosunek małych punktów.
Punktacja: zwycięstwo – 2 pkt; porażka – 1 pkt
 Wyniki spotkań 
| Data       | Drużyna 1              | Wynik | Drużyna 2              | 1     | 2     | 3     | 4     | 5     | * |
| ---------- | ---------------------- | ----- | ---------------------- | ----- | ----- | ----- | ----- | ----- | - |
| 02.12.2009 | VfB Friedrichshafen    | 3:0   | CoprAtlantide Piacenza | 25:18 | 29:27 | 25:18 |       |       |   |
| 02.12.2009 | Jastrzębski Węgiel     | 1:3   | Panathinaikos AO       | 22:25 | 25:23 | 21:25 | 28:30 |       |   |
| 09.12.2009 | Panathinaikos AO       | 0:3   | VfB Friedrichshafen    | 20:25 | 21:25 | 20:25 |       |       |   |
| 09.12.2009 | CoprAtlantide Piacenza | 3:0   | Jastrzębski Węgiel     | 25:17 | 25:21 | 25:18 |       |       |   |
| 15.12.2009 | CoprAtlantide Piacenza | 1:3   | Panathinaikos AO       | 16:25 | 25:17 | 26:28 | 23:25 |       |   |
| 16.12.2009 | VfB Friedrichshafen    | 3:1   | Jastrzębski Węgiel     | 26:24 | 25:23 | 22:25 | 25:17 |       |   |
| 06.01.2010 | Jastrzębski Węgiel     | 3:2   | VfB Friedrichshafen    | 34:32 | 25:23 | 23:25 | 20:25 | 15:13 |   |
| 07.01.2010 | Panathinaikos AO       | 3:1   | CoprAtlantide Piacenza | 22:25 | 25:22 | 29:27 | 25:20 |       |   |
| 13.01.2010 | Jastrzębski Węgiel     | 3:2   | CoprAtlantide Piacenza | 18:25 | 25:19 | 19:25 | 25:19 | 15:11 |   |
| 13.01.2010 | VfB Friedrichshafen    | 3:0   | Panathinaikos AO       | 25:20 | 25:19 | 25:15 |       |       |   |
| 20.01.2010 | Panathinaikos AO       | 3:0   | Jastrzębski Węgiel     | 25:16 | 25:20 | 25:22 |       |       |   |
| 20.01.2010 | CoprAtlantide Piacenza | 3:0   | VfB Friedrichshafen    | 25:15 | 25:18 | 25:22 |       |       |   |

#### Grupa F
Tabela 
| Lp. | Drużyna                       | Pkt | Mecze | Mecze | Mecze | Sety | Sety | Sety  | Małe punkty | Małe punkty | Małe punkty |
| Lp. | Drużyna                       | Pkt | M     | W     | P     | wyg. | prz. | ratio | zdob.       | str.        | ratio       |
| --- | ----------------------------- | --- | ----- | ----- | ----- | ---- | ---- | ----- | ----------- | ----------- | ----------- |
| 1   | Asseco Resovia Rzeszów        | 11  | 6     | 5     | 1     | 17   | 8    | 2.125 | 576         | 504         | 1.143       |
| 2   | ACH Volley Bled               | 9   | 6     | 3     | 3     | 12   | 13   | 0.923 | 530         | 542         | 0.978       |
| 3   | Büyükşehir Belediyesi Stambuł | 8   | 6     | 2     | 4     | 10   | 12   | 0.833 | 480         | 499         | 0.962       |
| 4   | Paris Volley                  | 8   | 6     | 2     | 4     | 9    | 15   | 0.600 | 503         | 544         | 0.925       |

Źródło: cev.lu
Zasady ustalania kolejności: 1. liczba zdobytych punktów; 2. wyższy stosunek setów; 3. wyższy stosunek małych punktów.
Punktacja: zwycięstwo – 2 pkt; porażka – 1 pkt
 Wyniki spotkań 
| Data       | Drużyna 1                     | Wynik | Drużyna 2                     | 1     | 2     | 3     | 4     | 5     | * |
| ---------- | ----------------------------- | ----- | ----------------------------- | ----- | ----- | ----- | ----- | ----- | - |
| 02.12.2009 | Büyükşehir Belediyesi Stambuł | 3:0   | Paris Volley                  | 25:17 | 25:19 | 25:23 |       |       |   |
| 02.12.2009 | Asseco Resovia Rzeszów        | 3:2   | ACH Volley Bled               | 25:21 | 22:25 | 26:28 | 25:14 | 16:14 |   |
| 09.12.2009 | ACH Volley Bled               | 3:2   | Büyükşehir Belediyesi Stambuł | 19:25 | 28:26 | 19:25 | 25:22 | 15:10 |   |
| 09.12.2009 | Paris Volley                  | 1:3   | Asseco Resovia Rzeszów        | 26:24 | 21:25 | 20:25 | 21:25 |       |   |
| 15.12.2009 | Paris Volley                  | 0:3   | ACH Volley Bled               | 22:25 | 13:25 | 16:25 |       |       |   |
| 16.12.2009 | Büyükşehir Belediyesi Stambuł | 1:3   | Asseco Resovia Rzeszów        | 13:25 | 16:25 | 25:21 | 21:25 |       |   |
| 06.01.2010 | ACH Volley Bled               | 3:2   | Paris Volley                  | 20:25 | 18:25 | 25:21 | 25:22 | 15:10 |   |
| 06.01.2010 | Asseco Resovia Rzeszów        | 3:0   | Büyükşehir Belediyesi Stambuł | 25:18 | 25:17 | 25:21 |       |       |   |
| 13.01.2010 | Asseco Resovia Rzeszów        | 2:3   | Paris Volley                  | 25:21 | 21:25 | 20:25 | 25:17 | 10:15 |   |
| 13.01.2010 | Büyükşehir Belediyesi Stambuł | 3:0   | ACH Volley Bled               | 25:23 | 25:20 | 25:21 |       |       |   |
| 20.01.2010 | ACH Volley Bled               | 1:3   | Asseco Resovia Rzeszów        | 17:25 | 25:16 | 20:25 | 18:25 |       |   |
| 20.01.2010 | Paris Volley                  | 3:1   | Büyükşehir Belediyesi Stambuł | 25:23 | 24:26 | 25:23 | 25:19 |       |   |

### Faza play-off

#### Runda 12
| Data       | Drużyna 1           | Wynik | Drużyna 2                  | 1     | 2     | 3     | 4     | 5     | * |
| ---------- | ------------------- | ----- | -------------------------- | ----- | ----- | ----- | ----- | ----- | - |
| 09.02.2010 | Trentino BetClic    | 3:1   | Knack Randstad Roeselare   | 25:19 | 21:25 | 25:18 | 25:22 |       |   |
| 17.02.2010 | Trentino BetClic    | 3:1   | Knack Randstad Roeselare   | 28:26 | 18:25 | 25:21 | 25:14 |       |   |
| 10.02.2010 | CSKA Sofia          | 1:3   | Asseco Resovia Rzeszów     | 19:25 | 16:25 | 25:22 | 22:25 |       |   |
| 17.02.2010 | CSKA Sofia          | 0:3   | Asseco Resovia Rzeszów     | 20:25 | 15:25 | 18:25 |       |       |   |
| 10.02.2010 | VfB Friedrichshafen | 3:1   | Hypo Tirol Volleyballteam  | 26:28 | 25:16 | 25:23 | 25:14 |       |   |
| 17.02.2010 | VfB Friedrichshafen | 0:3   | Hypo Tirol Volleyballteam  | 22:25 | 18:25 | 17:25 |       |       |   |
| 10.02.2010 | ACH Volley Bled     | 3:2   | Lube Banca Marche Macerata | 15:25 | 25:22 | 20:25 | 34:32 | 18:16 |   |
| 17.02.2010 | ACH Volley Bled     | 3:2   | Lube Banca Marche Macerata | 25:23 | 17:25 | 20:25 | 25:19 | 15:12 |   |
| 10.02.2010 | Dinamo Moskwa       | 3:0   | Panathinaikos AO           | 25:23 | 25:21 | 25:19 |       |       |   |
| 18.02.2010 | Dinamo Moskwa       | 3:2   | Panathinaikos AO           | 18:25 | 25:14 | 25:27 | 34:32 | 15:12 |   |
| 10.02.2010 | Olympiakos SFP      | 3:1   | Zenit Kazań                | 25:21 | 20:25 | 25:20 | 25:19 |       |   |
| 17.02.2010 | Olympiakos SFP      | 2:3   | Zenit Kazań                | 25:21 | 20:25 | 19:25 | 29:27 | 8:15  |   |

#### Runda 6
| Data       | Drużyna 1                 | Wynik | Drużyna 2              | 1     | 2     | 3     | 4     | 5       | * |
| ---------- | ------------------------- | ----- | ---------------------- | ----- | ----- | ----- | ----- | ------- | - |
| 03.03.2010 | Trentino BetClic          | 3:0   | Asseco Resovia Rzeszów | 27:25 | 25:18 | 25:17 |       |         |   |
| 09.03.2010 | Trentino BetClic          | 3:1   | Asseco Resovia Rzeszów | 25:18 | 26:28 | 25:21 | 25:18 |         |   |
| 03.03.2010 | Hypo Tirol Volleyballteam | 3:1   | ACH Volley Bled        | 25:20 | 26:24 | 14:25 | 25:19 |         |   |
| 10.03.2010 | Hypo Tirol Volleyballteam | 1:3   | ACH Volley Bled        | 20:25 | 25:19 | 20:25 | 19:25 | (10:15) |   |
| 03.03.2010 | Dinamo Moskwa             | 3:1   | Olympiakos SFP         | 25:16 | 22:25 | 25:22 | 25:22 |         |   |
| 10.03.2010 | Dinamo Moskwa             | 3:1   | Olympiakos SFP         | 34:32 | 25:17 | 16:25 | 29:27 |         |   |

### Finał Four

#### Półfinały
| Data       | Drużyna 1          | Wynik | Drużyna 2        | 1     | 2     | 3     | 4     | 5 | * |
| ---------- | ------------------ | ----- | ---------------- | ----- | ----- | ----- | ----- | - | - |
| 01.05.2010 | PGE Skra Bełchatów | 1:3   | Dinamo Moskwa    | 25:23 | 19:25 | 21:25 | 17:25 |   |   |
| 01.05.2010 | ACH Volley Bled    | 1:3   | Trentino BetClic | 13:25 | 25:23 | 21:25 | 17:25 |   |   |

#### Mecz o 3. miejsce
| Data       | Drużyna 1          | Wynik | Drużyna 2       | 1     | 2     | 3     | 4     | 5 | * |
| ---------- | ------------------ | ----- | --------------- | ----- | ----- | ----- | ----- | - | - |
| 02.05.2010 | PGE Skra Bełchatów | 3:1   | ACH Volley Bled | 25:16 | 22:25 | 31:29 | 25:20 |   |   |

#### Finał
| Data       | Drużyna 1     | Wynik | Drużyna 2        | 1     | 2     | 3     | 4 | 5 | * |
| ---------- | ------------- | ----- | ---------------- | ----- | ----- | ----- | - | - | - |
| 02.05.2010 | Dinamo Moskwa | 0:3   | Trentino BetClic | 12:25 | 20:25 | 21:25 |   |   |   |

#### Nagrody indywidualne
| Najlepszy zawodnik (MVP)             | Najlepszy punktujący                | Najlepszy atakujący          | Najlepszy blokujący             | Najlepszy rozgrywający            | Najlepszy przyjmujący          | Najlepszy libero               | Najlepszy zagrywający                |
| ------------------------------------ | ----------------------------------- | ---------------------------- | ------------------------------- | --------------------------------- | ------------------------------ | ------------------------------ | ------------------------------------ |
| Osmany Juantorena (Trentino BetClic) | Mariusz Wlazły (PGE Skra Bełchatów) | Dante Amaral (Dinamo Moskwa) | Matevž Kamnik (ACH Volley Bled) | Łukasz Żygadło (Trentino BetClic) | Daniel Lewis (ACH Volley Bled) | Andrea Bari (Trentino BetClic) | Osmany Juantorena (Trentino BetClic) |

## Klasyfikacja końcowa

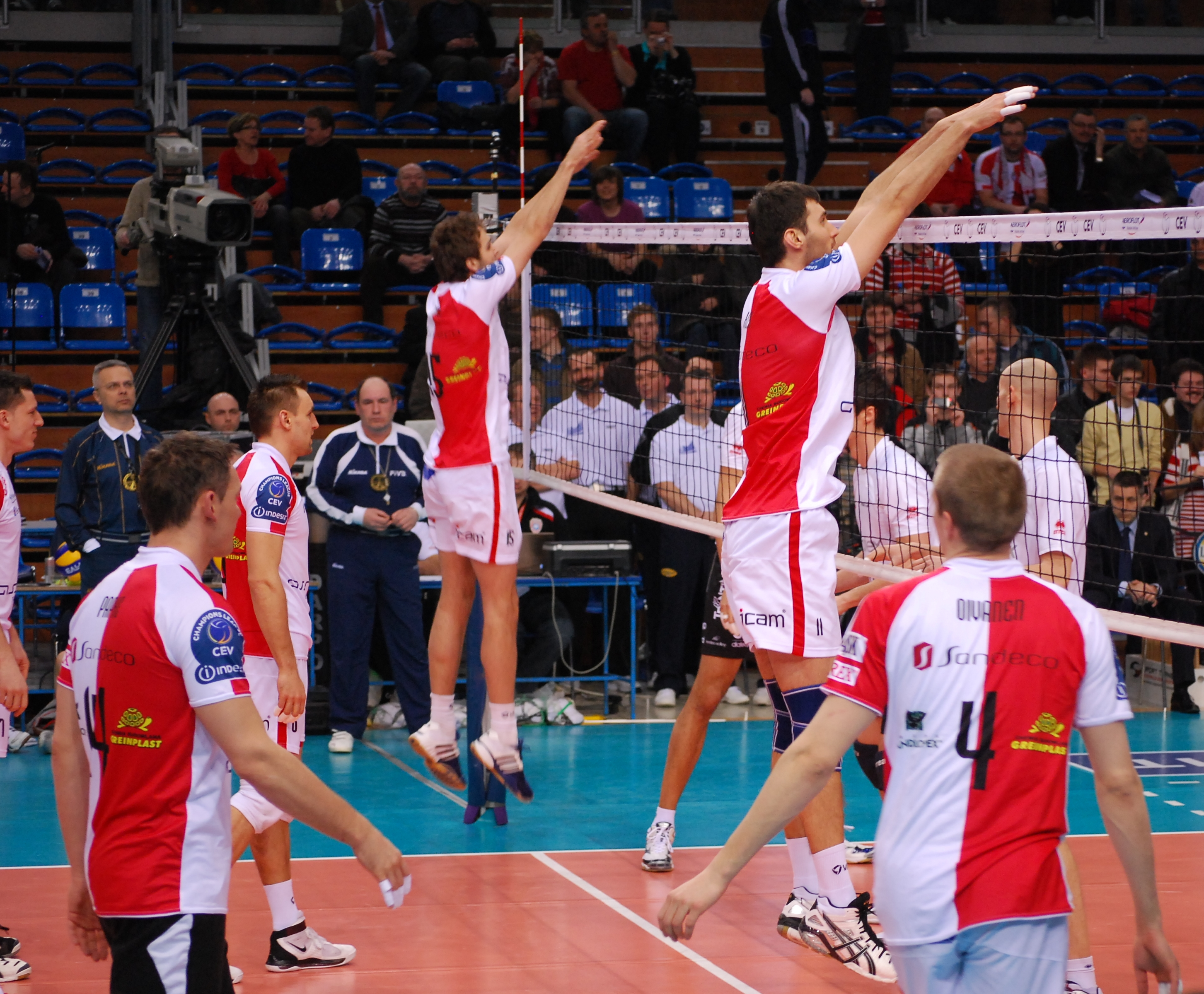
Mecz Rundy 6 Asseco Resovia Rzeszów - Trentino BetClic, 09.03.2010

| Miejsce | Drużyna                    |
| ------- | -------------------------- |
| złoto   | Trentino BetClic           |
| srebro  | Dinamo Moskwa              |
| brąz    | PGE Skra Bełchatów         |
| 4.      | ACH Volley Bled            |
| 5-7.    | Hypo Tirol Volleyballteam  |
| 5-7.    | Olympiakos SFP             |
| 5-7.    | Asseco Resovia Rzeszów     |
| 8-13.   | VfB Friedrichshafen        |
| 8-13.   | Zenit Kazań                |
| 8-13.   | Knack Randstad Roeselare   |
| 8-13.   | Lube Banca Marche Macerata |
| 8-13.   | CSKA Sofia                 |
| 8-13.   | Panathinaikos AO           |